# Hornklee-Widderchen

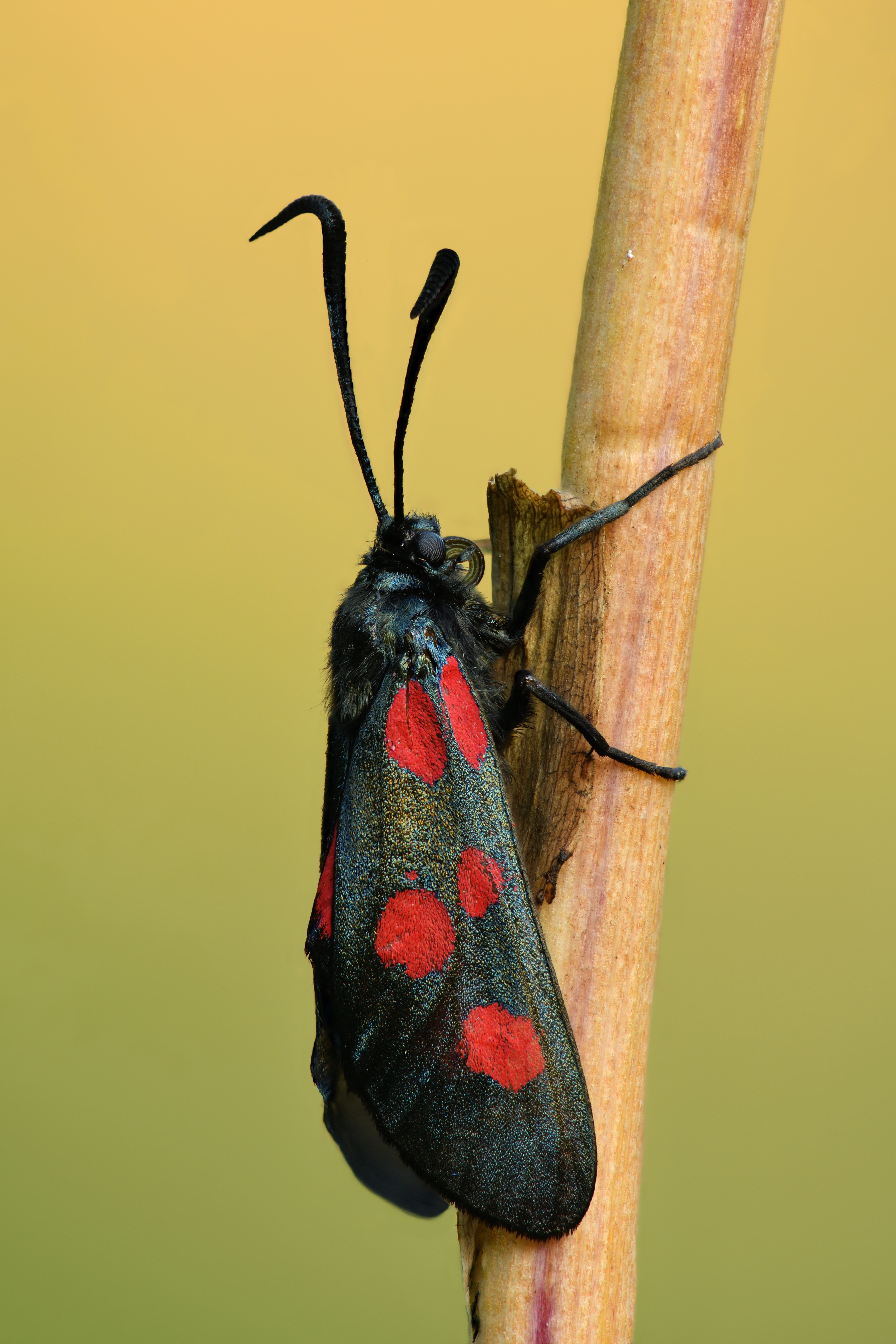
Hornklee-Widderchen (Zygaena lonicerae), Seitenansicht

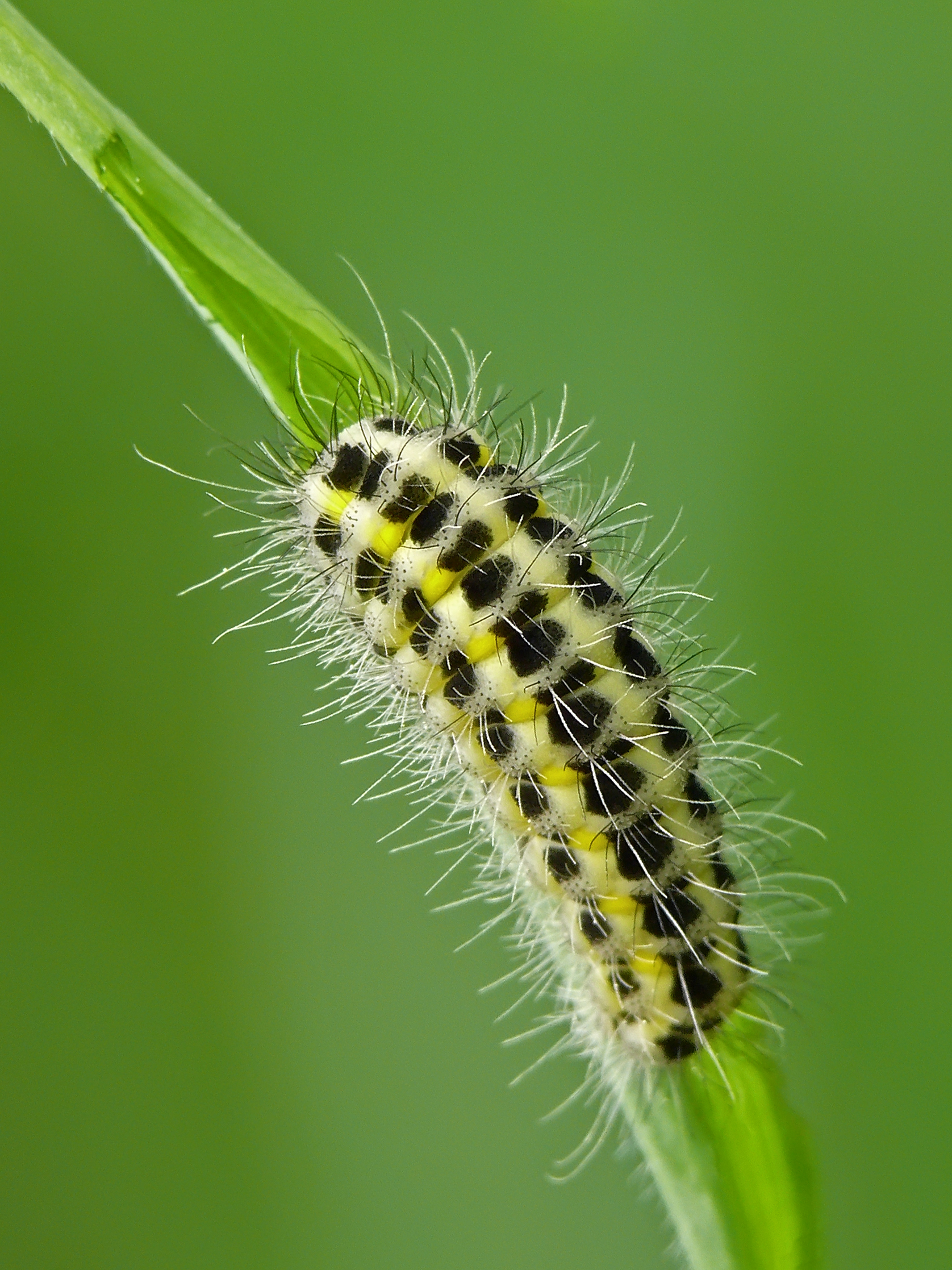
Hornklee-Widderchen (Zygaena lonicerae), Raupe

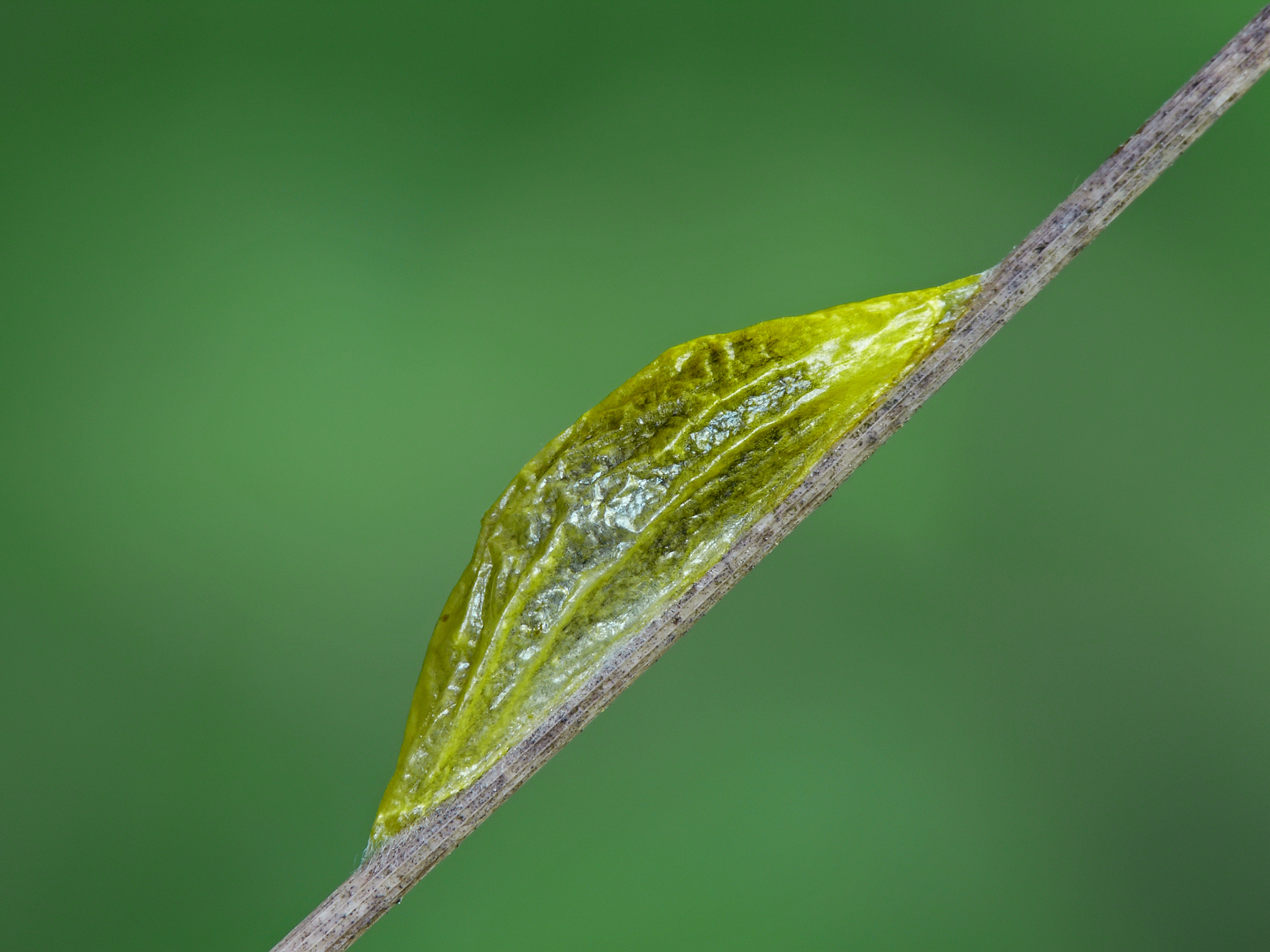
Hornklee-Widderchen (Zygaena lonicerae), Puppe

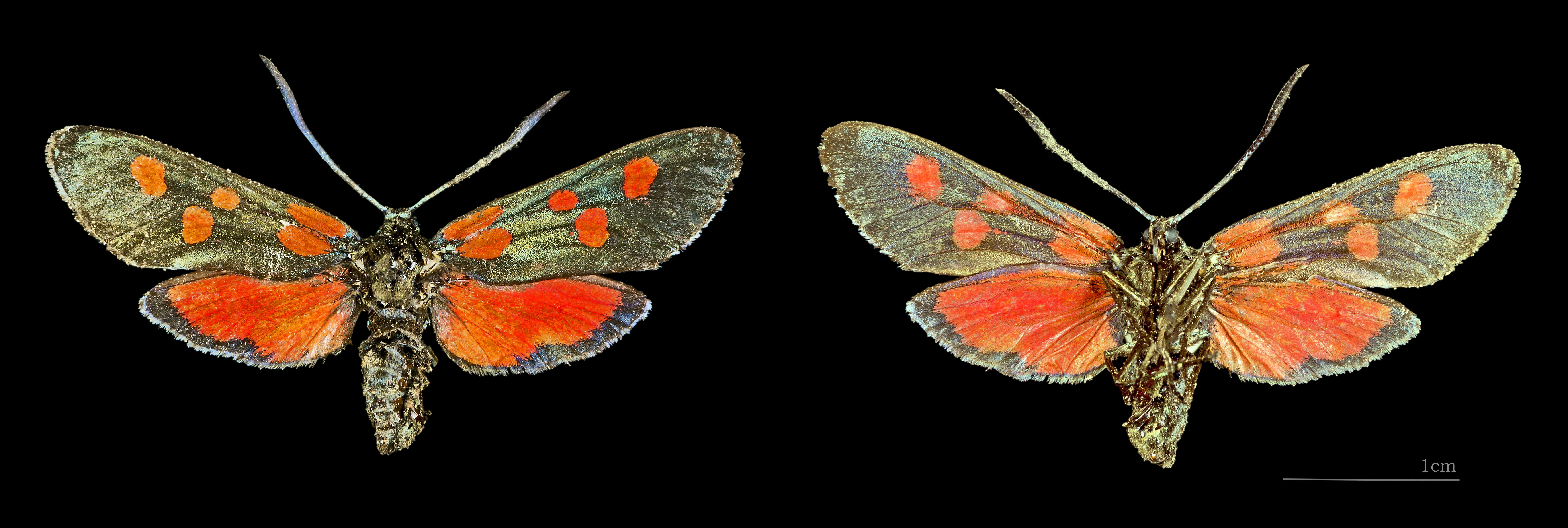
Hornklee-Widderchen (Zygaena lonicerae), Ober- und Unterseite

Das Hornklee-Widderchen (Zygaena lonicerae), auch Klee-Widderchen genannt, ist ein Schmetterling aus der Familie der Widderchen (Zygaenidae). Es bildet zusammen mit dem Sumpfhornklee-Widderchen (Zygaena trifolii) ein Artenpaar.

## Merkmale
Die Vorderflügellänge der Weibchen beträgt 16 bis 19 Millimeter, die der Männchen 15 bis 18 Millimeter. Die Vorderflügel der Männchen haben eine schwarze Grundfarbe mit einem kräftigen bläulichen oder blaugrünlichen Schimmer und sind mit fünf Flecken gezeichnet. Fleck 3 ist dabei kleiner als Fleck 4. Die Flecke der Vorderflügel und die Hinterflügel sind karminrot bis zinnoberrot gefärbt. Der Hinterflügelrand tritt zwischen Apex und bis kurz vor den Analwinkel deutlich schwarz hervor. Kopf, Thorax und Abdomen sind mäßig bis stark behaart und schwarz. Die Fühler sind lang und schlank und schwach keulenförmig. Sie laufen spitz zu. Die Weibchen ähneln den Männchen, bei ihnen ist die Spitze der Vorderflügel etwas abgerundet, Abdomen und Thorax sind weniger stark behaart. Die Vorderflügel schimmern grün. Die Art ist wenig variabel, bei einigen Populationen wurden zusammenlaufende Flecke auf den Vorderflügeln festgestellt. In West-, Mittel- und Osteuropa ist die Unterart Z. l. lonicerae verbreitet, die durch die oben genannten Merkmale gekennzeichnet ist. Die Falter der Populationen in den Alpengebieten sind deutlich größer, diejenigen aus dem südlichen Europa sind normalerweise dunkler und der Hinterflügelrand ist breiter. Bei der Unterart Z. l. kindermanni schimmern die Vorderflügel kräftig indigoblau oder grün.

### Ähnliche Arten
Zu den ähnlichen Arten zählt das Sumpfhornklee-Widderchen (Zygaena trifolii), welches aber kleiner ist und breitere Vorderflügel mit abgerundeterem Apex besitzt. Die Flecke 3 und 4 sind häufig zusammengelaufen. Vom Sechsfleck-Widderchen (Zygaena filipendulae) unterscheidet sich das Hornklee-Widderchen durch die vergleichsweise nur schwach lichtdurchlässige Färbung, größere Vorderflügelflecke und den schmalen Rand der Hinterflügel. Z. lonicerae und Z. filipendulae sind zudem genitalmorphologisch unterscheidbar. Die Flecke sind kleiner und karminrot, der dunkle Rand der Hinterflügel ist sehr breit und nimmt häufig den größten Teil des Hinterflügels ein, sodass nur noch ein kleiner roter Diskalfleck übrig bleibt. Der Grad des Melanismus variiert innerhalb und zwischen den Populationen.

### Ei
Die Eier sind fahlgelb.

### Raupe
Die Raupen erreichen eine Länge von 19 bis 28 Millimeter. Sie sind bläulich grün oder fahlgelb. Der Rücken ist hell, auf den Segmenten 1 bis 9 befinden sich beidseits des Rückens je zwei schwarze Flecke. Auf jedem Segment ist der vordere Fleck größer und rechteckiger geformt, der hintere Fleck ist schmaler. Vom 2. bis 9. Segment befindet sich unter jedem Dorsalfleck ein gelber Fleck. Die Raupen haben lange schwarze Haare, diese sind deutlich länger als bei Z. filipendulae und Z trifolii.

### Puppe
Die Puppe ist braun bis schwarz gefärbt. Der Kokon ist spindelförmig und breiter als der des Sechsfleck-Widderchens und des Sumpfhornklee-Widderchens.

## Verbreitung
Das Verbreitungsgebiet des Hornklee-Widderchens reicht von Irland und Fennoskandinavien bis in den Westen Chinas. Im Süden ist die Art von Nord- und Zentralspanien über Südeuropa bis in die Türkei und den Kaukasus verbreitet.
In Westeuropa werden bevorzugt trockene bis mesophile Bereiche in Küstengebieten, offenen Wäldern und subalpine Matten (bis 2000 Meter Höhe) besiedelt.

## Biologie
Die Weibchen legen die Eier im Juli in einschichtigen Gelegen an der Unterseite von Blättern der Futterpflanzen oder an Pflanzen, die in  unmittelbarer Nähe zu diesen wachsen ab. Die Larven leben auf folgenden Pflanzen: Mittlerer Klee (Trifolium medium), Berg-Klee (Trifolium montanum), Wiesen-Klee (Trifolium pratense), Weiß-Klee (Trifolium repens), Wiesen-Platterbse (Lathyrus pratensis), Berg-Platterbse (Lathyrus linifolius), Saat-Platterbse (Lathyrus sativus), Saat-Esparsette (Onobrychis viciifolia), Gewöhnlicher Hornklee (Lotus corniculatus), Sumpf-Hornklee (Lotus uliginosus), Wald-Wicke (Vicia sylvatica). Sie fressen bis zum Spätsommer, überwintern, und setzen die Entwicklung im folgenden Jahr fort. Ende Mai sind die Raupen ausgewachsen. Noch nicht erwachsene Raupen überwintern ein zweites Mal. Sie verpuppen sich in einem länglichen gelblichen oder weißen Kokon an Gräsern und anderen Pflanzen. Die Falter fliegen Ende Juni bis Anfang August. Sie saugen bevorzugt an blauvioletten Blüten wie beispielsweise an Acker-Witwenblume (Knautia arvensis), Tauben-Skabiose (Scabiosa columbaria), Wiesen-Flockenblume (Centaurea jacea), Rispen-Flockenblume (Centaurea stoebe), Acker-Kratzdistel (Cirsium arvense), Knolliger Kratzdistel (Cirsium tuberosum) und Ringdisteln (Carduus). Pro Jahr entwickelt sich eine Generation. Raupen und Puppen sind gelegentlich von Raupenfliegen- (Phryxe magnicornis) und Brackwespenarten parasitiert.

## Gefährdung und Schutz
Das Hornklee-Widderchen wird in der Rote Liste BRD als eine Art der Vorwarnliste ("Stufe V") geführt.

## Systematik
Es sind gegenwärtig die folgenden Unterarten bekannt:
- Zygaena lonicerae insularis Tremewan, 1960.
- Zygaena lonicerae intermixta Verity, 1925.
- Zygaena lonicerae jocelynae Tremewan, 1962.
- Zygaena lonicerae latomarginata (Tutt, 1899)
- Zygaena lonicerae leonensis Tremewan, 1961.
- Zygaena lonicerae linnei Reiss, 1922.
- Zygaena lonicerae lonicerae (Scheven, 1777)
- Zygaena lonicerae microdoxa Dujardin, 1965.
- Zygaena lonicerae silana Burgeff, 1914.
- Zygaena lonicerae thurneri Holik, 1943.
- Zygaena lonicerae vivax Verity, 1920.